# Eckwersheim
Eckwersheim je obec ve francouzském departementu Bas-Rhin, v regionu Grand Est. Nachází se 11 km severně od Štrasburku.
14. listopadu 2015 zde došlo k nehodě při testovací jízdě rychlovlaku TGV. Nehodu zapříčinila vysoká rychlost. Vlak vezl 49 techniků, deset z nich při nehodě zahynulo.